# Tiberius Claudius Nero
Tiberius Claudius Nero, známý také jako Tiberius Nero či Nero (85 př. n. l. – 33 př. n. l.), byl politik, který žil v posledním století Římské republiky. Byl biologickým otcem druhého římského císaře Tiberia, kterého adoptoval císař Augustus a zvolil jej za svého nástupce.

## Původ
Nero byl příslušníkem republikánské patricijské římské Julsko-klaudijské dynastie. Byl potomkem konzula Tiberia Claudia Nerona a pravnukem cenzora Appia Claudia Caeca. Jeho otcem byl Drusus Claudius Nero I. Jeho matkou byla příslušnice Julsko-klaudijské dynastie. Jeho otec Drusus sloužil v roce 67 př. n. l. pod Pompeiem v bojích proti pirátům. Drusus se proslavil tím, že navrhoval, aby byli účastníci Catilinova spiknutí pozavíráni.